# 短鰭高䲁
短鰭高䲁（學名：Hypsoblennius brevipinnis），為輻鰭魚綱鳚形目䲁科高䲁屬的一種，分布於東太平洋加利福尼亞灣至祕魯海域，包括加拉巴哥群島及科科斯群島，深度1至10公尺，本魚體延長形，稍側扁，頭鈍短，頭頂無冠膜，眼上有觸鬚，具4根分支，牙齒尖端鈍而扁平，單排，不能移動，兩側頜骨上均無犬齒，體上側深褐色，在背鰭基部正下方有一排水平排列的圓形棕褐色斑塊，正下方有第二排較小的斑塊或斑點，下側白色至黃色，頭部有褐色小斑點，眼後有明顯的棕褐色斜帶，上下邊緣有深色白色條紋，背鰭硬棘11-12枚、背鰭軟條11-12枚，臀鰭軟條15-16枚，體長可達12公分，棲息在沿海岩石區，通常躲在空藤壺殼中，雌魚產附著性卵，雄魚有護卵行為，生活習性不明，可做為觀賞魚。